# منتخب بلجيكا لكرة الطائرة للسيدات
منتخب بلجيكا الوطني لكرة الطائرة للسيدات (بالفرنسية: Équipe de Belgique féminine de volley-ball)‏ هو ممثل بلجيكا الرسمي في المنافسات الدولية في كرة طائرة في فئة كرة الطائرة للسيدات.